# ادی حلمی عبدالمنان
ادی حلمی عبدالمنان (انگلیسی: Eddy Helmi Abdul Manan؛ زادهٔ ۸ دسامبر ۱۹۷۹) بازیکن فوتبال اهل مالزی بود.
از باشگاه‌هایی که در آن بازی کرده است می‌توان به باشگاه فوتبال نگری سمبیلان و باشگاه فوتبال جوهر دارالتعظیم اشاره کرد.
وی همچنین در تیم‌های ملی فوتبال زیر ۲۳ سال مالزی و مالزی بازی کرده است.